# Securicula
Genre
Securicula est un genre de poissons téléostéens de la famille des Cyprinidae et de l'ordre des Cypriniformes. Le genre Securicula est monotypique, c'est-à-dire qu'il n'est composé que d'une seule espèce, Securicula gora. Cette espèce se rencontre au Bangladesh, Inde, Pakistan et peut-être au Népal.

## Liste des espèces
Selon FishBase (9 septembre 2015) :
- Securicula gora (Hamilton, 1822)